# Georgisch-iranische Beziehungen
Die Beziehungen zwischen der Republik Georgien und der Islamischen Republik Iran sind gut, wenngleich die Ausrichtung Georgiens in Richtung Westen und seine Auseinandersetzung mit Russland eine Vertiefung der Zusammenarbeit mit Iran verhindern.
Bis 1783 befand sich Georgien unter persischer Herrschaft. Dies hat zu zahlreichen kulturellen und sprachlichen Gemeinsamkeiten geführt. Die georgische Dichtung hat starke persische Einflüsse. Seit dem 17. Jahrhundert lebt eine große georgische Gemeinschaft, die heute zwischen 60.000 und 100.000 Personen zählt, in Fereydan nahe der Stadt Isfahan. Aus der georgischen Gemeinschaft des damaligen Persien stammten einige Maler am Hof der Safaviden, darunter Siawusch Beg, Farroch Beg oder Aliqoli Dschabba-Dar. Auch in den höchsten Regierungspositionen der Safaviden fanden sich Georgier.
Seit seiner Unabhängigkeit im Jahre 1991 bemühen sich beide Seiten um gute Beziehungen und haben eine Reihe bilateraler Verträge abgeschlossen. Georgien versucht, bessere Beziehungen zu Iran als Gegengewicht zur Russlands Einfluss und zur Abhängigkeit von der Türkei und Aserbaidschan aufzubauen. Seitdem US-amerikanische Truppen im Irak und Afghanistan stationiert sind, ist die Islamische Republik Iran jedoch auf russische Unterstützung angewiesen und kann daher im Kaukasus kaum eine Politik verfolgen, die mit Interessen Russlands kollidiert. Für Tiflis ist die Zusammenarbeit mit Iran nicht ohne Risiko, denn Georgien braucht auch die Unterstützung der mit Iran verfeindeten Vereinigten Staaten in seinem Ringen um Eigenständigkeit im Verhältnis zu Russland. Für Iran, Georgien und Armenien wäre die Verlängerung der Iran-Armenien-Erdgaspipeline interessant. Sie würde Georgien und Armenien unabhängiger von Russland machen und der Islamischen Republik helfen, seine Energieexporte zu diversifizieren. Dieses Vorhaben trifft aber auf russischen Widerstand.
Obwohl der Iran sich außenpolitisch in einer Allianz mit Russland befindet, hat er im Zuge des Kaukasuskrieges 2008 die Unabhängigkeit Abchasiens und Südossetiens nicht anerkannt und betont die territoriale Integrität Georgiens.